# Pseudotriccus
Pseudotriccus és un gènere d'ocells de la família dels tirànids (Tyrannidae). Agrupa espècies originàries de l'Amèrica tropical (Neotròpic), on es distribueixen des de les muntanyes de l'est de Panamà, al llarg de la serralada dels Andes a Amèrica del Sud, fins al sud del Perú i oest de Bolívia.

## Descripció
Els ocells d'aquest gènere són petits mesurant al voltant d'11 cm de longitud, molt furtius, es troben al sotabosc de l'interior de selves andines.

## Taxonomia
Els amplis estudis geneticomoleculars realitzats per Tello et al. (2009) van descobrir una quantitat de relacions noves dins de la família Tyrannidae que encara no estan reflectides en la majoria de les classificacions. Seguint aquests estudis, Ohlson et al. (2013) van proposar dividir Tyrannidae en 5 famílies. Segons l'ordenament proposat, Pseudotriccus pertany a la família Rhynchocyclidae (Berlepsch, 1907), en una subfamília Pipromorphinae (Wolters, 1977), juntament amb Mionectes, Leptopogon, Corythopis i Phylloscartes.  El Comitè de Classificació de Sud-americà (SACC) espera propostes per analitzar els canvis.
El nom genèric Pseudotriccus es compon de les paraules del grec antic «ψευδος (pseudos)» que significa “fals”, i «τρικκος (trikkos)»: “petit ocell no identificat”.
Segons la Classificació del Congrés Ornitològic Internacional (versió 14.2, 2024) aquest gènere està format per tres espècies:
- Pseudotriccus pelzelni - tiranet bronzat.
- Pseudotriccus simplex - tiranet frontbrú.
- Pseudotriccus ruficeps - tiranet cap-roig.